# ماری برگگ
ماری برگگ (انگلیسی: Marie Bjerg؛ زادهٔ ۱۶ ژوئیهٔ ۱۹۸۸) بازیکن فوتبال اهل دانمارک است.
از باشگاه‌هایی که در آن بازی کرده‌است می‌توان به اشاره کرد.
وی همچنین در تیم ملی فوتبال زنان دانمارک بازی کرده‌است.